# Tulio Larrinaga

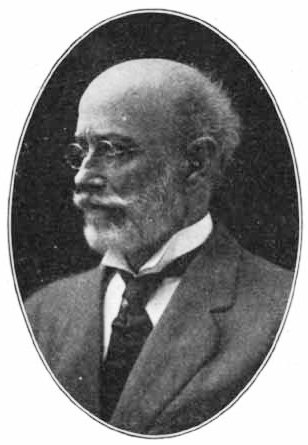

Tulio Larrinaga (* 15. Januar 1847 in Trujillo Alto, Puerto Rico; † 28. April 1917 in San Juan, Puerto Rico) war ein puerto-ricanischer und US-amerikanischer Politiker. Zwischen 1905 und 1911 vertrat er Puerto Rico als Delegierter (Resident Commissioner) im US-Repräsentantenhaus.

## Werdegang
Tulio Larrinaga besuchte das Seminario Consiliar of San Ildefonso in San Juan. Danach wurde er am Polytechnic Institute in Troy im US-Bundesstaat New York zum Bauingenieur ausgebildet. Anschließend studierte er bis 1871 an der University of Pennsylvania in Philadelphia. Für einige Zeit war er in den Vereinigten Staaten als Bauingenieur tätig. 1872 kehrte er nach Puerto Rico zurück, wo er als Architekt für die Stadt San Juan arbeitete. Im Jahr 1880 erbaute er die erste Eisenbahn in Puerto Rico. Zehn Jahre lang war er als Bauingenieur tätig. Im Jahr 1898 wurde er stellvertretender Innenminister der damals autonomen Regierung von Puerto Rico. Im Jahr 1900 wurde er als Delegierter nach Washington, D.C. entsandt und im Jahr 1902 wurde er Mitglied im Repräsentantenhaus von Puerto Rico. Politisch war er Mitglied der dortigen Partei Unión de Puerto Rico.
Bei den Kongresswahlen des Jahres 1904 wurde Larrinaga als nicht stimmberechtigter Delegierter in das US-Repräsentantenhaus in Washington gewählt, wo er am 4. März 1905 die Nachfolge von Federico Degetau antrat. Bis zum 3. März 1911 konnte er dieses Mandat ausüben. 1906 war er amerikanischer Delegierter auf dem Panamerikanischen Kongress in Rio de Janeiro. Im Jahr 1911 gehörte Larrinaga dem Regierungsrat von Puerto Rico an. Ansonsten arbeitete er als Bauingenieur in San Juan, wo er am 28. April 1917 verstarb.